# Церковь истинно-православных христиан Греции (Синод Каллиника)
Церковь истинно-православных христиан Греции (греч. Ἐκκλησία Γνησίων Ὀρθοδόξων Χριστιανῶν Ελλάδος или Синод Каллиника также Каллиникитский Синод или Ламийский Синод) — старостильная православная юрисдикция греческой традиции, возникшая в 1995 году.

## История
Образован в 1995 году митрополитами Фтиотидским Каллиником (Ханиотисом) и Солунским Евфимием (Орфаносом), отделившимися от «Хризостомовского Синода» — крупнейшего объединения греков-старостильников. Непосредственным поводом для разделения стали обвинения со стороны «Хризостомовского Синода» в адрес митрополита Солунского Евфимия в содомии. К отделившимся иерархам присоединились ещё четыре «хризостомовских» архиерея.
В 1997 году митрополит Асторийский Паисий (Лулургас) (США) и епископ Викентий (Маламатениос), местоблюститель Пирейский, перешли в Константинопольский Патриархат, где были перерукоположены.
В 1998 году митрополиты Хиосский Стефан (Цикурас) и Эввийский Иустин (Колотурос) вернулись к «хризостомовцам».
В 2004 году Каллиник (Ханиотис) выразил желание сложить полномочия Председателя Синода и продолжить возглавление лишь Фтиотидско-Фавмакийской митрополией. Преемником «митрополита» Каллиника на должности Председателя «каллиникитского» Синода стал епископ Петрский Макарий (Кавакидис), наделённый титулом архиепископа Афинского и всея Эллады.
28 октября 2013 года бывший Секретарь Синода митрополит Месогейский и Островов Христофор (Ангелопулос) прервал общение с Каллиникитским Синодом, протестуя против установления этим Синодом евхаристического общения со Святой православной церковью в Северной Америке (известной также как «Бостонский» Синод), после чего перешёл на акефальное положение
21 апреля 2019 года в данную юрисдикцию перешёл иерарх «Бостонского синода» митрополит Торонский Макарий (Катрэ) с женским монастырём и большей частью — впрочем, маленькой — Канадской епархии.

## Главы Синода
Первоиерарх Церкви носит звание Архиепископа Афин и всей Греции, с местопребыванием в Афинах.
- Каллиник (Ханиотис) Фтиотидский, затем Ламийский (18 июля 1995 — 7 февраля 2004);
- Макарий (Кавакидис) (с 2004 года)

## Епископы
- Архиепископ Афинский и всей Греции Макарий (Кавакидис)
- митрополит Солунский Евфимий (Орфанос)
- митрополит Коринфский Панкратий (Ксулогис)
- митрополит Пирейский и Островов Пантелеимон (Дескас)
- митрополит Галльский Филарет (Мотт)
- митрополит Сиднейский Виссарион
- епископ Петрский Давид (Макариу-Калфоглу)
- епископ Рогонский Дорофей (Линкос)
- епископ Христупольский Иаков (Гиурас)
- епископ Андрусский Каллистрат (Бергианнис)
- епископ Перистерийский Макарий (Пунардзоглу)
- епископ Кикладский Савва (Мастрояннидис)
- епископ Кесарийский Тимофей (Симеонидис)
- епископ Лампусийский Хризостом (Аргиридис)

Бывшие члены
- митрополит Гардикийский Афанасий (Бафиадис), племянник митрополита Фавмакского Каллиника; в 2011 году оставил свой монастырь, снял сан и женился.
- митрополит Месогейский и Островов Христофор (Ангелопулос) (находится на акефальном положении независимого епископа).
- епископ Филиппийский Амвросий (Никифоридис) в 2014 году перешёл в юрисдикцию «хризостомовцев».
- епископ Олимпийский Нектарий (Яшунский)[6], бывший синодальный представитель в России; в 2016 году сложил с себя епископский сан.
- митрополит Фтиотидский и Фавмакский Каллиник (Ханиотис) (1925—2016)